# 全国民主非政党連盟
全国民主非政党連盟（ぜんこくみんしゅひせいとうれんめい、全國民主非政黨聯盟）は中華民国（台湾）の小政党。1991年10月16日創立。党の主席は歌手、元立法委員の葉憲修。
全国民主非政党連盟は「全国性政治団体」の第16号として登記され、1991年10月19日中華民国の第66号政党に転換した。
この連盟は1995年の立法委員選挙の際、高燁珍の澎湖県での立候補について推薦したが当選しなかった。また1998年の立法委員選挙の際は、俳優の姜厚任の他、葉憲修、劉八郎、蔡中涵、瓦歴斯・貝林（ワリス・ペリン）の5人の候補を推薦し、葉憲修、蔡中涵、瓦歴斯・貝林の3人を当選させた。